# 五·一三事件 (中华人民共和国)
五·一三事件，是指文化大革命期间北京的一场武斗事件，发生于1967年5月13日。武斗双方为“首都三军无产阶级革命派”（后称“老三军”）和“首都三军革命造反派”（后称“新三军”）。中共官方历史认为“五·一三事件”是林彪集团形成的标志性事件。

## 背景
文化大革命初期，解放军各大总部和各军、兵种机关以及驻京的文体单位、军事院校内部的组织大多分成两派：一派为“首都三军革命造反派”，得到中央文革小组的支持，解放军总政治部主任萧华、代总参谋长杨成武也在一定程度上支持这一派；另一派为“首都三军无产阶级革命派”，对三军（空军、海军和北京军区）现任领导一般持支持态度，被视为保守派。

## 经过

### 起因
1967年4月，毛泽东的舞伴、空政文工团演员刘素媛（“老三军”，支持空军司令员吴法宪，在空政文工团属于少数派）向毛泽东汇报了本派在空军内部受压的情况，毛泽东指示刘去找叶群，并让秘书徐业夫向叶群打了招呼。谈话间，刘询问了毛泽东对吴法宪的看法，毛泽东回答：“我也是保吴法宪的。”
刘素媛随后找到叶群，透露了毛泽东保吴法宪的态度，并表示准备联合各派排演节目以纪念毛泽东《在延安文艺座谈会上的讲话》二十五周年。叶群指示不要联合军队内部的“造反派”，可以联合“革命派”；“不要怕当‘老保’，只要是无产阶级司令部的人，就应该大胆的保，要做革命的‘保皇派’嘛”。据邱会作回忆，林彪准备此机会表明态度，打击军队内的“造反派”。
得到林彪、叶群支持的“老三军”派随即准备于5月13日在北京展览馆剧院演出《长征组歌》，而“新三军”则认为“老三军”违背了4月20日周恩来要求两派联合演出的指示，是“老保翻天”，准备冲击演出。

### 冲击
5月13日，总政主任萧华打电话指示军委文革办公室：通知空军、海军、北京军区主要负责人，请他们劝说一派的文艺团体不演出或者推迟演出，以免引起两派群众之间的武斗；同时通知解放军艺术学院等单位反对演出的群众组织，命令他们不准冲击演出会场。下午三四点钟，萧华在军事博物馆二楼礼堂接见军内两派的人员，指示“演的不要演，冲的也不要冲”。
下午，李作鹏在他家里召集了有海军“红联总”和海军各大部“红联总”领导人参加的会议。分析形势，决定当晚演出按计划进行，并做了应对冲击的准备。海军、空军、二炮、北京军区的萧劲光、李作鹏、王宏坤、张秀川、余立金、曹里怀、李天焕、吴烈、熊伯涛、傅崇碧等人当日下午均前往北京展览馆观察情况，准备应对冲击。
演出原定晚七时半开始。 六时半左右， 当观众陆续开始进场的时候，北京展览馆剧院前聚集了许多高等院校“造反派”和军内“造反派”，阻止观众入场，称：“今天是老保演出的，你进去看也是老保。”六时五十分左右。“冲派”集结了将近五六百人，从正门和左右两个侧门，分三路向剧场里面冲击，和在化妆、练习的“演派”打斗。演出无法开始，“冲派”遂逐渐撤离。在此前后，叶群又传达了林彪的指示，表态支持演出。得知消息的一些“冲派”遂返回再次冲击北京展览馆，双方僵持不下。
14日凌晨三时半左右，周恩来、杨成武在人民大会堂接见了参与 “五一三”事件的两派群众组织代表。周恩来在讲话中偏向“三军派”，批评了“冲派”，称“为什么打成这样子，我们都是解放军嘛！ ”并正式透露了林彪支持“老三军”演出的消息。当日“老三军”派在天安门广场进行了演出；在海军直属机关群众大会上，被打伤的文工团员赵云卿进行了“控诉”，点了萧华的名；林彪派叶群带领杨成武、吴法宪等人，到医院慰问“老三军”派受伤人员，还代表林彪赠送给他们语录本和毛主席像章。
6月9日晚，林彪、周恩来、陈伯达、康生、李富春、李先念、聂荣臻、谢富治、江青、杨成武等在人大会堂观看了“老三军”派的演出。新华社和《人民日报》都作了报导。此举大长了“老三军”的威风，大灭了“新三军”即北京军内造反派的志气，“新三军”自此一蹶不振。

## 影响
萧华、李曼村、谢镗忠等全军文革成员被指为支持“新三军”冲击演出，受到“老三军”的批判，萧华于8月被打倒。
《军委十条》出台后有所抬头的军内“造反派”被打垮，三军党委领导从此被标榜为“无产阶级司令部”。“全国看北京，北京看三军，三军看海军，海军看红联总”口号在全国流传。北京的“文革”形势从此被牢牢地掌握在军队手中；吴法宪、李作鹏、邱会作等人的地位稳固，林彪集团形成。 叶群表示：“首长（指林彪）没讲一句话，就看了一场戏，就把那个‘冲派’压垮了”。